# Qué nada nos separe
Qué nada nos separe es el título del sexto álbum de estudio y quinto realizado en español grabado por el intérprete mexicano Manuel Mijares. Fue lanzado al mercado por la empresa discográfica EMI Latin el 30 de abril de 1991. convirtiéndose en el álbum más vendido de Manuel Mijares; se tiene registrado que ganó 6 Discos de Oro por sus altas ventas.

## Historia
Un hombre discreto (1989). Tiene canciones de los compositores Alejandro Lerner, Alejandro Filio y Marco Flores, entre otros.  De este material se desprendieron temas románticos que consolidaron la carrera del artista: “No hace falta”, “Persona a persona”, “Qué nada nos separe”, “Buena fortuna” así como canción con toques latinos “Bonita”.

## Promoción y logros
Debido al éxito de este material, Mijares realizó una gira por Centro y Sudamérica, además de Estados Unidos, abarrotando cada uno de los lugares donde se presentaba. Recibió los premios “Aplauso '92” en Miami, “Figura Masculina del Año” (por segunda ocasión) en Nueva York, y “Galardón a los Grandes” de “Siempre en Domingo”. Este álbum significo el mayor éxito de su carrera, siendo uno de los álbumes en español más vendidos de 1991. Gozó de altas ventas en toda Latinoamérica.

## Lista de canciones

### Qué nada nos separe (Edición LP)
| Lado A |                          |                    |          |  |
| N.º    | Título                   | Escritor(es)       | Duración |  |
| 1.     | «Cuando te hago el amor» | Alejandro Lerner   | 3:35     |  |
| 2.     | «Un amor por llegar»     | Rubén Rada         | 4:18     |  |
| 3.     | «Que nada nos separe»    | Alejandro Lerner   | 4:20     |  |
| 4.     | «Luna llena»             | Alejandro Filio    | 3:52     |  |
| 5.     | «En carne viva»          | T. Juaren Castillo | 3:47     |  |
| 6.     | «Buena fortuna»          | Paoluzzi           | 3:36     |  |

| Lado B |                     |                     |          |  |
| N.º    | Título              | Escritor(es)        | Duración |  |
| 1.     | «No hace falta»     | Alejandro Lerner    | 4:28     |  |
| 2.     | «Persona a persona» | T. Juaren Castillo  | 4:10     |  |
| 3.     | «Bonita»            | Alex Sergio Soler   | 4:20     |  |
| 4.     | «Me cuesta trabajo» | Marco A. Flores     | 4:52     |  |
| 5.     | «Desnuda»           | Migliacci · Marchel | 4:20     |  |

© MCMXCI. EMI Capitol de México. S.A. de C.V.

## Sencillos

### Oficiales
- Qué nada nos separe
- No hace falta
- Bonita
- Persona a persona

### Promocionales
- Cuando te hago el amor
- Buena fortuna

### Posicionamientos
| #  | Título                | México | Hot Latin Tracks Estados Unidos | Argentina | Costa Rica | Chile | Colombia | Venezuela | Uruguay |
| -- | --------------------- | ------ | ------------------------------- | --------- | ---------- | ----- | -------- | --------- | ------- |
| 1. | "Que nada nos separe" | #1     | #1                              | #1        | #1         | #1    | #1       | #1        | #1      |
| 2. | "No hace falta"       | #2     | #3                              | #1        | #3         | #2    | #1       | #3        | #1      |
| 3. | "Persona a persona"   | #1     | #4                              | #1        | #1         | #1    | #2       | #2        | #1      |
| 4. | "Bonita"              | #2     | #1                              | #1        | #1         | #1    | #4       | #1        | #1      |

### Posicionamientos del álbum
El álbum logró la 1.ª posición en Billboard Álbumes de Pop latino.